# Saison 1954-1955 de la WHL
Saison précédente Saison suivante
La saison 1954-1955 est la troisième saison de la Western Hockey League. Six équipes ont joué chacune 70 matchs.

## Saison régulière

### Classement
| Clt   | Équipe                    | PJ | V  | D  | N  | BP  | BC  | Pts |
| ----- | ------------------------- | -- | -- | -- | -- | --- | --- | --- |
| +001, | Flyers d'Edmonton         | 70 | 39 | 20 | 11 | 273 | 204 | 89  |
| +002, | Cougars de Victoria       | 70 | 33 | 29 | 8  | 237 | 199 | 74  |
| +003, | Canucks de Vancouver      | 70 | 31 | 30 | 9  | 207 | 202 | 71  |
| +004, | Stampeders de Calgary     | 70 | 29 | 29 | 12 | 262 | 258 | 70  |
| +005, | Royals de New Westminster | 70 | 29 | 32 | 9  | 249 | 299 | 67  |
| +006, | Quakers de Saskatoon      | 70 | 19 | 40 | 11 | 207 | 273 | 49  |

- En gras : vainqueur de la saison régulière
- En italique : qualifié pour les séries éliminatoires

### Meilleurs pointeurs
| Clt | Joueur          | Équipe          | PJ | B  | A  | Pts |
| --- | --------------- | --------------- | -- | -- | -- | --- |
| 1   | Bronco Horvath  | Edmonton        | 67 | 50 | 60 | 110 |
| 2   | Johnny Bucyk    | Edmonton        | 70 | 30 | 58 | 88  |
| 3   | Guyle Fielder   | New Westminster | 70 | 20 | 67 | 87  |
| 4   | Ed Dorohoy      | Victoria        | 68 | 33 | 52 | 85  |
| 5   | Gerry Couture   | Calgary         | 70 | 33 | 49 | 82  |
| 6   | Max McNab       | New Westminster | 70 | 32 | 49 | 81  |
| 7   | Andrew Hebenton | Victoria        | 70 | 46 | 34 | 80  |
| 8   | Gord Fashoway   | New Westminster | 70 | 45 | 32 | 77  |
| 9   | Sid Finney      | Calgary         | 70 | 35 | 42 | 77  |
| 10  | Ed Stankiewicz  | Edmonton        | 59 | 27 | 45 | 72  |

## Séries éliminatoires
Le premier de la saison régulière rencontre le troisième, le deuxième rencontre le quatrième et les vainqueurs jouent la finale. Toutes les séries sont jouées au meilleur des 9 matchs.

### Tableau
|  | Demi-finales | Demi-finales          | Demi-finales | Demi-finales          |   |                   | Finale | Finale | Finale | Finale |
|  |              |                       |              |                       |   |                   |        |        |        |        |
|  |              |                       |              |                       |   |                   |        |        |        |        |
|  | 1            | Flyers d'Edmonton     | 4            | 4                     |   |                   |        |        |        |        |
|  | 1            | Flyers d'Edmonton     | 4            | 4                     |   |                   |        |        |        |        |
|  | 3            | Canucks de Vancouver  | 1            | 1                     |   |                   |        |        |        |        |
|  | 3            | Canucks de Vancouver  | 1            | 1                     | 1 | Flyers d'Edmonton | 4      | 4      |        |        |
|  |              |                       |              |                       | 1 | Flyers d'Edmonton | 4      | 4      |        |        |
|  |              |                       | 4            | Stampeders de Calgary | 0 | 0                 |        |        |        |        |
|  | 2            | Cougars de Victoria   | 4            | Stampeders de Calgary | 0 | 0                 | 1      | 1      |        |        |
|  | 2            | Cougars de Victoria   |              |                       |   |                   |        | 1      |        |        |
|  | 4            | Stampeders de Calgary | 4            | 4                     |   |                   |        |        |        |        |
|  | 4            | Stampeders de Calgary | 4            | 4                     |   |                   |        |        |        |        |

## Récompenses

### Trophée collectif
| Coupe du président : Vainqueurs des séries | Flyers d'Edmonton |

### Trophées individuels
| Outstanding Goalkeeper Award : Meilleur gardien | Johnny Bower, Canucks de Vancouver   |
| Leading Scorer Award : Meilleur pointeur        | Bronco Horvath, Flyers d'Edmonton    |
| George Leader Cup : Meilleur joueur             | Max McNab, Royals de New Westminster |
| Rookie Award : Meilleure recrue                 | Johnny Bucyk, Flyers d'Edmonton      |

### Équipe d'étoiles
Les six joueurs suivants sont élus dans l'équipe d'étoiles :
- Gardien : Glenn Hall, Flyers d'Edmonton
- Défenseur : Lloyd Durham, Cougars de Victoria
- Défenseur : Larry Zeidel, Flyers d'Edmonton
- Ailier gauche : Andrew Hebenton, Cougars de Victoria
- Centre : Bronco Horvath, Flyers d'Edmonton
- Ailier droit : Gerry Couture, Stampeders de Calgary